# American wire gauge
L'American wire gauge (AWG), anche noto come Brown & Sharpe wire gauge, è un sistema standardizzato di misura della sezione dei fili, utilizzato a partire dal 1857, soprattutto negli Stati Uniti d'America e in Canada, per conduttori tondi, solidi, non ferrosi.
La sezione del filo ("gauge") è un fattore importante per la determinazione della massima Intensità di corrente che è possibile farvi scorrere.
L'industria siderurgica non utilizza il sistema AWG e preferisce altri sistemi di misurazione di fili. Tra questi vi sono W&M Wire Gauge, US Steel Wire Gauge e Music Wire Gauge. Esiste inoltre il sistema SWG British Standard Wire Gauge, per il diametro di cavi o dello spessore di fogli.
All'aumentare del numero misurato corrisponde un diametro del filo progressivamente più piccolo; questo sistema è simile a molti altri sistemi di misura non metrici. 
Questo sistema di misura nacque dal numero di operazioni di trafilazione utilizzate per produrre un determinato diametro di filo. Un filo molto sottile (ad esempio, 30 gauge) richiedeva più passaggi attraverso la trafila rispetto a un filo 0 gauge. 
I fabbricanti di fili in precedenza avevano propri sistemi di misurazione dei fili. Lo sviluppo di misure standardizzate per i fili ha razionalizzato la selezione dei fili per una determinata applicazione.
Le tabelle AWG sono predisposte per conduttori singoli, solidi e a sezione rotonda.
L'AWG per un cavo è determinato dall'area totale della sezione del conduttore, che determina a sua volta la sua capacità di trasporto della corrente e la sua resistenza elettrica. 
Poiché tra i vari fili ci sono anche piccole cavità, i cavi hanno sempre un diametro totale leggermente maggiore rispetto a un filo solido avente lo stesso AWG.
Il sistema AWG è anche comunemente utilizzato per specificare le dimensioni dei gioielli per i piercing corporei, in particolare per le piccole dimensioni.

## Formula
Per definizione, No. 36 AWG equivale a un diametro di 0,0050 pollici e No. 0000 equivale a un diametro di 0,4600 pollici. 
Il rapporto di questi diametri è 92 e ci sono 40 misure dal n. 36 al n. 0000, o 39 passi. Utilizzando questo comune rapporto, le dimensioni dei fili variano geometricamente secondo la relazione di seguito descritta.
Il diametro dn di un filo secondo il sistema AWG è:
{\displaystyle d_{n}=0.005~\mathrm {inch} \times 92^{\frac {36-n}{39}}=0.127~\mathrm {mm} \times 92^{\frac {36-n}{39}}}
o, in maniera equivalente,
{\displaystyle d_{n}=e^{-1.12436-0.11594n}\ \mathrm {inch} =e^{2.1104-0.11594n}\ \mathrm {mm} }
La misura può quindi essere calcolata dal diametro con la relazione:
{\displaystyle n=-39\log _{92}\left({\frac {d_{n}}{0.005~\mathrm {inch} }}\right)+36=-39\log _{92}\left({\frac {d_{n}}{0.127~\mathrm {mm} }}\right)+36}
e l'area della sezione è pari a:
{\displaystyle A_{n}={\frac {\pi }{4}}d_{n}^{2}=0.000019635~\mathrm {inch} ^{2}\times 92^{\frac {36-n}{19.5}}=0.012668~\mathrm {mm} ^{2}\times 92^{\frac {36-n}{19.5}}},
Lo standard ASTM B 258-02 definisce che il rapporto tra dimensioni successive debba essere pari alla radice trentanovesima di 92, cioè approssimativamente pari a 1,1229322. 
La ASTM B 258-02 definisce anche che i diametri dei fili debbano essere tabulati con non più di 4 cifre significative, con una risoluzione non maggiore di 0,0001 pollici (0,1 mils) per i fili superiori a 44 AWG e di 0,00001 pollici (0,01 mils) per i fili di dimensione 45 AWG ed inferiore.
Le dimensioni con un numero avente più zeri sono successivamente più grandi di zero e possono essere indicate usando il "numero di zero/0", come ad esempio 4/0 per 0000. 
Per un cavo AWG m/0, si usa n = −(m−1) = 1− m nelle formule sopra riportate. 
Ad esempio, per il numero 0000 o 4/0, si usa n = −3.

### Regola mnemonica
Il valore della sesta potenza di questo rapporto è molto prossimo a 2; pertanto è possibile formulare la seguente regola mnemonica:
- Quando il diametro di un filo raddoppia, l'AWG diminuisce di 6 unità (ad esempio, un filo No. 2 AWG ha un diametro circa il doppio di un filo No. 8 AWG);
- Quando la sezione di un filo raddoppia, l'AWG diminuisce di 3 unità (ad esempio, 2 fili No. 14 AWG hanno all'incirca la stessa sezione di un singolo filo No. 11 AWG).

Inoltre, per una diminuzione di 10 unità AWG, ad esempio da No. 10 a 1, la sezione e il peso aumentano di circa 10 volte e la resistenza si riduce di un fattore pari a circa 10.

## Tabella delle dimensioni dei fili AWG
La seguente tabella mostra vari dati, tra cui sia la resistenza di diverse dimensioni del filo e la capacità di corrente (ampacità) sulla base dell'isolamento plastico. L'informazione del diametro in tabella si applica ai fili solidi. Per i cavi si calcola l'area della sezione equivalente dei fili di rame. 
La corrente di fusione (fusione del filo) è stimata sulla base della temperatura ambiente di 25 °C. 
La seguente tabella assume che la corrente continua o le frequenze della corrente alternata siano pari o inferiori a 60 Hz, non tenendo in conto l'effetto pelle.
Il numero "giri di filo" è un limite superiore per il filo privo di isolamento.
| AWG        | Diametro  | Diametro | Giri di filo  | Giri di filo | Area    | Area    | Resistenza/lunghezza per il Rame[6] | Resistenza/lunghezza per il Rame[6] | capacità di corrente di filo di rame NEC[7] con isolamento per 60/75/90 °C (A)[8] | Equivalenti approssimati nello standard metrico | Corrente di fusione (rame)[9][10]. | Corrente di fusione (rame)[9][10]. | Corrente di fusione (rame)[9][10]. |
| AWG        | (pollici) | (mm)     | (per pollice) | (per cm)     | (kcmil) | (mm2)   | (Ω/km) (mΩ/m)                       | (Ω/kFT) (mΩ/ft)                     | capacità di corrente di filo di rame NEC[7] con isolamento per 60/75/90 °C (A)[8] | Equivalenti approssimati nello standard metrico | secondo W.H.Preece (~10s)          | secondo I.M.Onderdonk (1s)         | secondo I.M.Onderdonk (32ms)       |
| ---------- | --------- | -------- | ------------- | ------------ | ------- | ------- | ----------------------------------- | ----------------------------------- | --------------------------------------------------------------------------------- | ----------------------------------------------- | ---------------------------------- | ---------------------------------- | ---------------------------------- |
| 0000 (4/0) | 0.4600    | 11.684   | 2.17          | 0.856        | 212     | 107     | 0.1608                              | 0.04901                             | 195 / 230 / 260                                                                   |                                                 |                                    | 31 kA                              | 173 kA                             |
| 000 (3/0)  | 0.4096    | 10.404   | 2.44          | 0.961        | 168     | 85.0    | 0.2028                              | 0.06180                             | 165 / 200 / 225                                                                   |                                                 |                                    | 24.5 kA                            | 137 kA                             |
| 00 (2/0)   | 0.3648    | 9.266    | 2.74          | 1.08         | 133     | 67.4    | 0.2557                              | 0.07793                             | 145 / 175 / 195                                                                   |                                                 |                                    | 19.5 kA                            | 109 kA                             |
| 0 (1/0)    | 0.3249    | 8.252    | 3.08          | 1.21         | 106     | 53.5    | 0.3224                              | 0.09827                             | 125 / 150 / 170                                                                   |                                                 | 1.9 kA                             | 15.5 kA                            | 87 kA                              |
| 1          | 0.2893    | 7.348    | 3.46          | 1.36         | 83.7    | 42.4    | 0.4066                              | 0.1239                              | 110 / 130 / 150                                                                   |                                                 | 1.6 kA                             | 12 kA                              | 68 kA                              |
| 2          | 0.2576    | 6.544    | 3.88          | 1.53         | 66.4    | 33.6    | 0.5127                              | 0.1563                              | 95 / 115 / 130                                                                    |                                                 | 1.3 kA                             | 9.7 kA                             | 54 kA                              |
| 3          | 0.2294    | 5.827    | 4.36          | 1.72         | 52.6    | 26.7    | 0.6465                              | 0.1970                              | 85 / 100 / 110                                                                    | 196/0.4                                         | 1.1 kA                             | 7.7 kA                             | 43 kA                              |
| 4          | 0.2043    | 5.189    | 4.89          | 1.93         | 41.7    | 21.2    | 0.8152                              | 0.2485                              | 70 / 85 / 95                                                                      |                                                 | 946 A                              | 6.1 kA                             | 34 kA                              |
| 5          | 0.1819    | 4.621    | 5.50          | 2.16         | 33.1    | 16.8    | 1.028                               | 0.3133                              |                                                                                   | 126/0.4                                         | 795 A                              | 4.8 kA                             | 27 kA                              |
| 6          | 0.1620    | 4.115    | 6.17          | 2.43         | 26.3    | 13.3    | 1.296                               | 0.3951                              | 55 / 65 / 75                                                                      |                                                 | 668 A                              | 3.8 kA                             | 21 kA                              |
| 7          | 0.1443    | 3.665    | 6.93          | 2.73         | 20.8    | 10.5    | 1.634                               | 0.4982                              |                                                                                   | 80/0.4                                          | 561 A                              | 3 kA                               | 17 kA                              |
| 8          | 0.1285    | 3.264    | 7.78          | 3.06         | 16.5    | 8.37    | 2.061                               | 0.6282                              | 40 / 50 / 55                                                                      |                                                 | 472 A                              | 2.4 kA                             | 13.5 kA                            |
| 9          | 0.1144    | 2.906    | 8.74          | 3.44         | 13.1    | 6.63    | 2.599                               | 0.7921                              |                                                                                   | 84/0.3                                          | 396 A                              | 1.9 kA                             | 10.7 kA                            |
| 10         | 0.1019    | 2.588    | 9.81          | 3.86         | 10.4    | 5.26    | 3.277                               | 0.9989                              | 30 / 35 / 40 (ma utilizzare un fusibile da 30 A)                                  | 84/0.3                                          | 333 A                              | 1.5 kA                             | 8.5 kA                             |
| 11         | 0.0907    | 2.305    | 11.0          | 4.34         | 8.23    | 4.17    | 4.132                               | 1.260                               |                                                                                   | 56/0.3                                          | 280 A                              | 1.2 kA                             | 6.7 kA                             |
| 12         | 0.0808    | 2.053    | 12.4          | 4.87         | 6.53    | 3.31    | 5.211                               | 1.588                               | 25 / 25 / 30 (ma utilizzare un fusibile da 20 A)                                  |                                                 | 235A                               | 955 A                              | 5.3 kA                             |
| 13         | 0.0720    | 1.828    | 13.9          | 5.47         | 5.18    | 2.62    | 6.571                               | 2.003                               |                                                                                   | 50/0.25                                         | 198 A                              | 758 A                              | 4.2 kA                             |
| 14         | 0.0641    | 1.628    | 15.6          | 6.14         | 4.11    | 2.08    | 8.286                               | 2.525                               | 20 / 20 / 25 (ma utilizzare un fusibile da 15 A)                                  |                                                 | 166 A                              | 601 A                              | 3.3 kA                             |
| 15         | 0.0571    | 1.450    | 17.5          | 6.90         | 3.26    | 1.65    | 10.45                               | 3.184                               |                                                                                   | 30/0.25                                         | 140 A                              | 477 A                              | 2.7 kA                             |
| 16         | 0.0508    | 1.291    | 19.7          | 7.75         | 2.58    | 1.31    | 13.17                               | 4.016                               | — / — / 18                                                                        | 30/0.25                                         | 117 A                              | 377 A                              | 2.1 kA                             |
| 17         | 0.0453    | 1.150    | 22.1          | 8.70         | 2.05    | 1.04    | 16.61                               | 5.064                               |                                                                                   | 32/0.2                                          | 99 A                               | 300 A                              | 1.7 kA                             |
| 18         | 0.0403    | 1.024    | 24.8          | 9.77         | 1.62    | 0.823   | 20.95                               | 6.385                               | — / — / 14                                                                        | 24/0.2                                          | 83 A                               | 237A                               | 1.3 kA                             |
| 19         | 0.0359    | 0.912    | 27.9          | 11.0         | 1.29    | 0.653   | 26.42                               | 8.051                               |                                                                                   | 24/0.2                                          | 70 A                               | 189 A                              | 1 kA                               |
| 20         | 0.0320    | 0.812    | 31.3          | 12.3         | 1.02    | 0.518   | 33.31                               | 10.15                               |                                                                                   | 16/0.2                                          | 58.5 A                             | 149 A                              | 834 A                              |
| 21         | 0.0285    | 0.723    | 35.1          | 13.8         | 0.810   | 0.410   | 42.00                               | 12.80                               |                                                                                   | 13/0.2                                          | 49 A                               | 119 A                              | 662 A                              |
| 22         | 0.0253    | 0.644    | 39.5          | 15.5         | 0.642   | 0.326   | 52.96                               | 16.14                               |                                                                                   | 7/0.25                                          | 41 A                               | 94 A                               | 525 A                              |
| 23         | 0.0226    | 0.573    | 44.3          | 17.4         | 0.509   | 0.258   | 66.79                               | 20.36                               |                                                                                   |                                                 | 35 A                               | 74 A                               | 416 A                              |
| 24         | 0.0201    | 0.511    | 49.7          | 19.6         | 0.404   | 0.205   | 84.22                               | 25.67                               |                                                                                   | 1/0.5, 7/0.2, 30/0.1                            | 29 A                               | 59 A                               | 330 A                              |
| 25         | 0.0179    | 0.455    | 55.9          | 22.0         | 0.320   | 0.162   | 106.2                               | 32.37                               |                                                                                   |                                                 | 24 A                               | 47 A                               | 262 A                              |
| 26         | 0.0159    | 0.405    | 62.7          | 24.7         | 0.254   | 0.129   | 133.9                               | 40.81                               |                                                                                   | 1/0.4, 7/0.15                                   | 20 A                               | 37 A                               | 208 A                              |
| 27         | 0.0142    | 0.361    | 70.4          | 27.7         | 0.202   | 0.102   | 168.9                               | 51.47                               |                                                                                   |                                                 |                                    |                                    |                                    |
| 28         | 0.0126    | 0.321    | 79.1          | 31.1         | 0.160   | 0.0810  | 212.9                               | 64.90                               |                                                                                   | 7/0.12                                          |                                    |                                    |                                    |
| 29         | 0.0113    | 0.286    | 88.8          | 35.0         | 0.127   | 0.0642  | 268.5                               | 81.84                               |                                                                                   |                                                 |                                    |                                    |                                    |
| 30         | 0.0100    | 0.255    | 99.7          | 39.3         | 0.101   | 0.0509  | 338.6                               | 103.2                               |                                                                                   | 1/0.25, 7/0.1                                   |                                    |                                    |                                    |
| 31         | 0.00893   | 0.227    | 112           | 44.1         | 0.0797  | 0.0404  | 426.9                               | 130.1                               |                                                                                   |                                                 |                                    |                                    |                                    |
| 32         | 0.00795   | 0.202    | 126           | 49.5         | 0.0632  | 0.0320  | 538.3                               | 164.1                               |                                                                                   | 1/0.2, 7/0.08                                   |                                    |                                    |                                    |
| 33         | 0.00708   | 0.180    | 141           | 55.6         | 0.0501  | 0.0254  | 678.8                               | 206.9                               |                                                                                   |                                                 |                                    |                                    |                                    |
| 34         | 0.00630   | 0.160    | 159           | 62.4         | 0.0398  | 0.0201  | 856.0                               | 260.9                               |                                                                                   |                                                 |                                    |                                    |                                    |
| 35         | 0.00561   | 0.143    | 178           | 70.1         | 0.0315  | 0.0160  | 1079                                | 329.0                               |                                                                                   |                                                 |                                    |                                    |                                    |
| 36         | 0.00500   | 0.127    | 200           | 78.7         | 0.0250  | 0.0127  | 1361                                | 414.8                               |                                                                                   |                                                 |                                    |                                    |                                    |
| 37         | 0.00445   | 0.113    | 225           | 88.4         | 0.0198  | 0.0100  | 1716                                | 523.1                               |                                                                                   |                                                 |                                    |                                    |                                    |
| 38         | 0.00397   | 0.101    | 252           | 99.3         | 0.0157  | 0.00797 | 2164                                | 659.6                               |                                                                                   |                                                 |                                    |                                    |                                    |
| 39         | 0.00353   | 0.0897   | 283           | 111          | 0.0125  | 0.00632 | 2729                                | 831.8                               |                                                                                   |                                                 |                                    |                                    |                                    |
| 40         | 0.00314   | 0.0799   | 318           | 125          | 0.00989 | 0.00501 | 3441                                | 1049                                |                                                                                   |                                                 |                                    |                                    |                                    |
Nell'industria elettrica dell'America Settentrionale, i conduttori più grandi di 4/0 AWG sono solitamente identificati dall'area della sezione espressa in migliaia di circular mil (kcmil), dove 1 kcmil = 0.5067 mm². 
La successiva dimensione più grande del filo dopo 4/0 ha una sezione di 250 kcmil. Un circular mil è l'area di un filo avente diametro pari a 1 mil. Un milione di circular mil è l'area di un cerchio avente diametro pari a 1000 mil = 1 pollice. In passato 1 kcmil era abbreviato MCM.

## Dimensioni AWG dei cavi
I cavi sono specificati con tre numeri: la dimensione complessiva AWG, il numero dei fili componenti il cavo e la dimensione AWG del filo. Il numero dei fili e l'AWG di un singolo filo sono separati da una barra. Ad esempio, un cavo 22 AWG 7/30 è un cavo 22 AWG composto da 7 fili aventi dimensione pari a 30 AWG.

## Nomenclatura e abbreviazioni nella distribuzione elettrica
L'industria elettrica utilizza comunemente modi alternativi per specificare le dimensioni dei fili come AWG.
- 4 AWG  (uso proprio)
  - #4 (il cancelletto è utilizzato come abbreviazione di "numero")
  - No. 4 (No. è utilizzato come abbreviazione di "numero")
  - No. 4 AWG
  - 4 ga. (abbreviazione di "gauge")
- 000 AWG (uso proprio per grandi dimensioni)
  - 3/0 (uso comune per grandi dimensioni; in inglese è pronunciato three aught)
  - 3/0 AWG
  - #000
  - #3/0

L'industria affastella anche filo comune per l'utilizzo nella distribuzione elettrica domestica e commerciale, identificando la dimensione del singolo filo del fascio seguita dal numero di fili che costituiscono il fascio.
Il tipo più comune di cavo di distribuzione, il "NM-B", è solitamente quello utilizzato:
- #14/2 (scritto anche "14-2") è un fascio con guaina non-metallica di due fili solidi 14 AWG. L'isolamento attorno ai due conduttori è bianco e nero. Questa guaina per il cavo 14 AWG è solitamente bianca, quando il cavo è utilizzato per il cablaggio NM-B per la distribuzione elettrica in un sito asciutto. I cavi appena prodotti privi di un filo di massa separato (come il #14/2) sono obsoleti.
- #12/2 con massa (scritto anche "12-2 w/gnd") è un fascio con guaina non-metallica di tre fili solidi 12 AWG che hanno un filo di massa nudo al centro dei due conduttori isolati in una guaina piatta NM-B di colore giallo. Il colore è uno standard dell'industria nordamericana per i cavi prodotti a partire dal 2003 e ne aiuta l'identificazione.
- #10/3 con massa (scritto anche "10-3 w/gnd") è un fascio con guaina non-metallica di quattro fili solidi 10 AWG che hanno un filo di massa nudo e tre conduttori isolati ritorti in una guaina NM-B di forma circolare e di colore arancio. I conduttori isolati sono di colore nero, bianco e rosso. Alcuni cavi di questa tipologia possono essere piatti per risparmiare rame.
- Altri tipi di cavo (oltre all'ubiquitario NM-B) sono commercialmente disponibili, sebbene non abbiano un'altrettanto ampia distribuzione. Il comune cavo BX tipo AC è inguainato in un involucro metallico sottile, a coste, a metallo galvanizzato, al fine di proteggere i conduttori da danni che si possono verificare quando si permette il loro piegamento. Così, un cavo "#12/3 metallico" ha tre fili 12 AWG (rosso, nero e bianco) e nessun filo di conduzione.

## Pronuncia
Colloquialmente al sistema AWG ci si riferisce come gauge e agli zero nelle grandi dimensioni di filo ci si riferisce come aught. Ci si riferisce ai fili di dimensioni 1 AWG comunemente chiamati "one gauge"; analogamente, diametri più piccoli sono pronunciati "x gauge", dove x è il numero intero positivo AWG.
Per dimensioni maggiori di fili (da #0 in su), la parola "gauge" cade e vi si riferisce così: "one aught", "two aught," ecc., in funzione di quanti zeri vi sono nel codice AWG.
In altri casi la parola "gauge" è sostituita dalla parola "number", che appare prima della dimensione, come nel caso della pronuncia "number twelve" per 12 AWG.